# كنيسة القديسة جان دارك بتونس
كنيسة القديسة جان دارك بتونس (بالفرنسية: Église Sainte-Jeanne-d'Arc de Tunis)‏ هي كنيسة كاثوليكية تقع في تونس العاصمة في تونس.

تقع الكنيسة في شارع القدس. تم إنشائها في 1911.

## صور

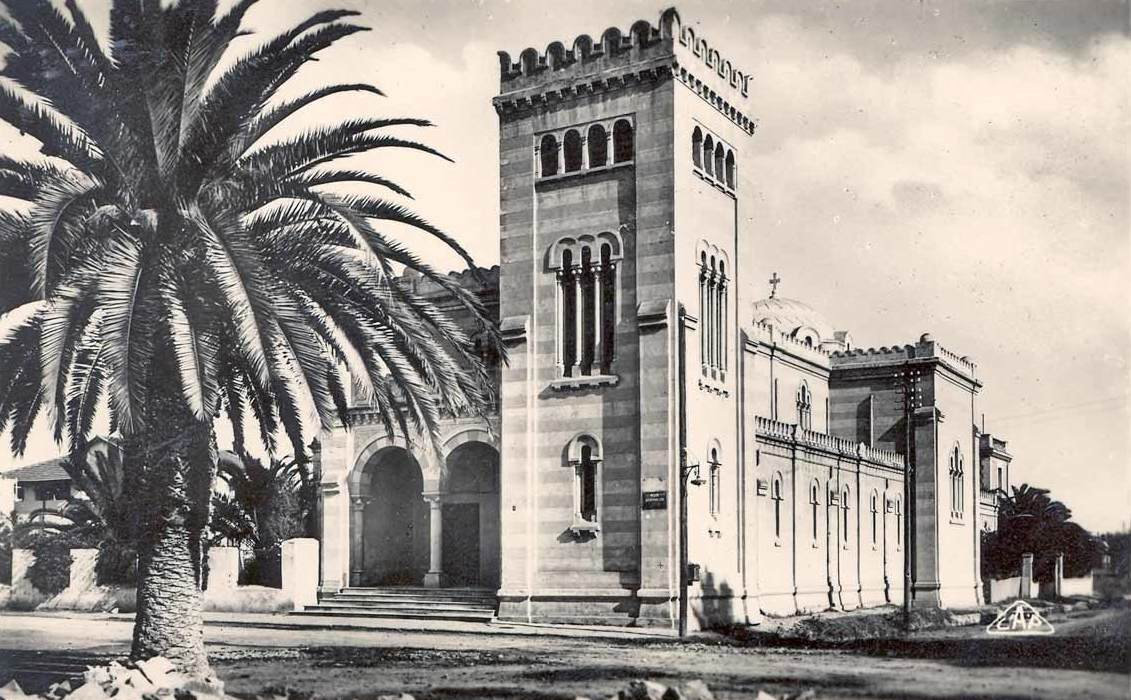
الكنيسة سنة 1960.